# Piazza della Rotonda

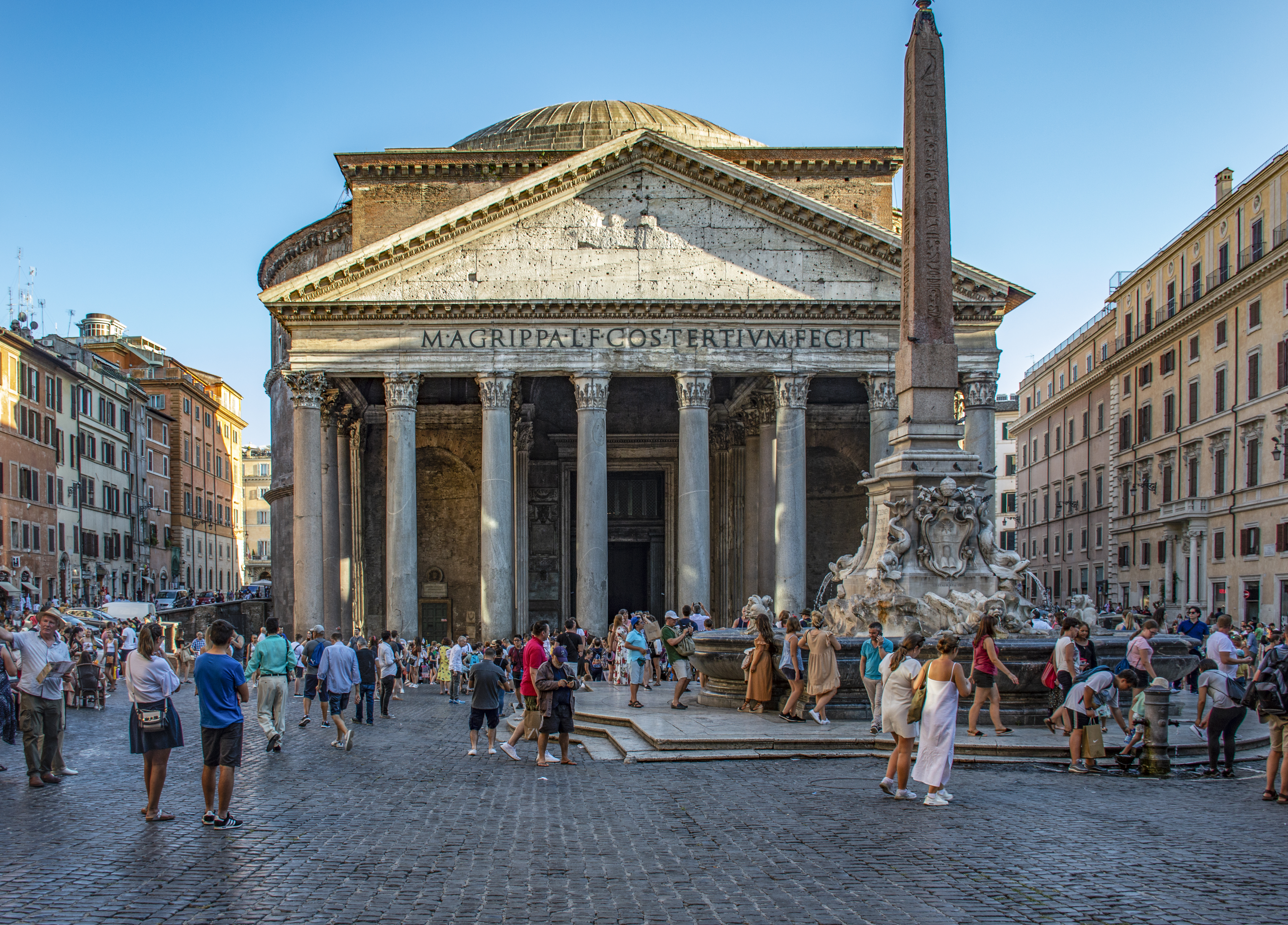
Piazza della Rotonda vista desde el norte, se observa el Panteón y la fuente con obelisco.

La Piazza della Rotonda es una plaza en Roma, Italia, sobre su lateral sur se encuentra ubicado el Panteón. La plaza toma su denominación del nombre informal del Panteón, que es conocido como la iglesia de Santa Maria Rotonda.

## Historia

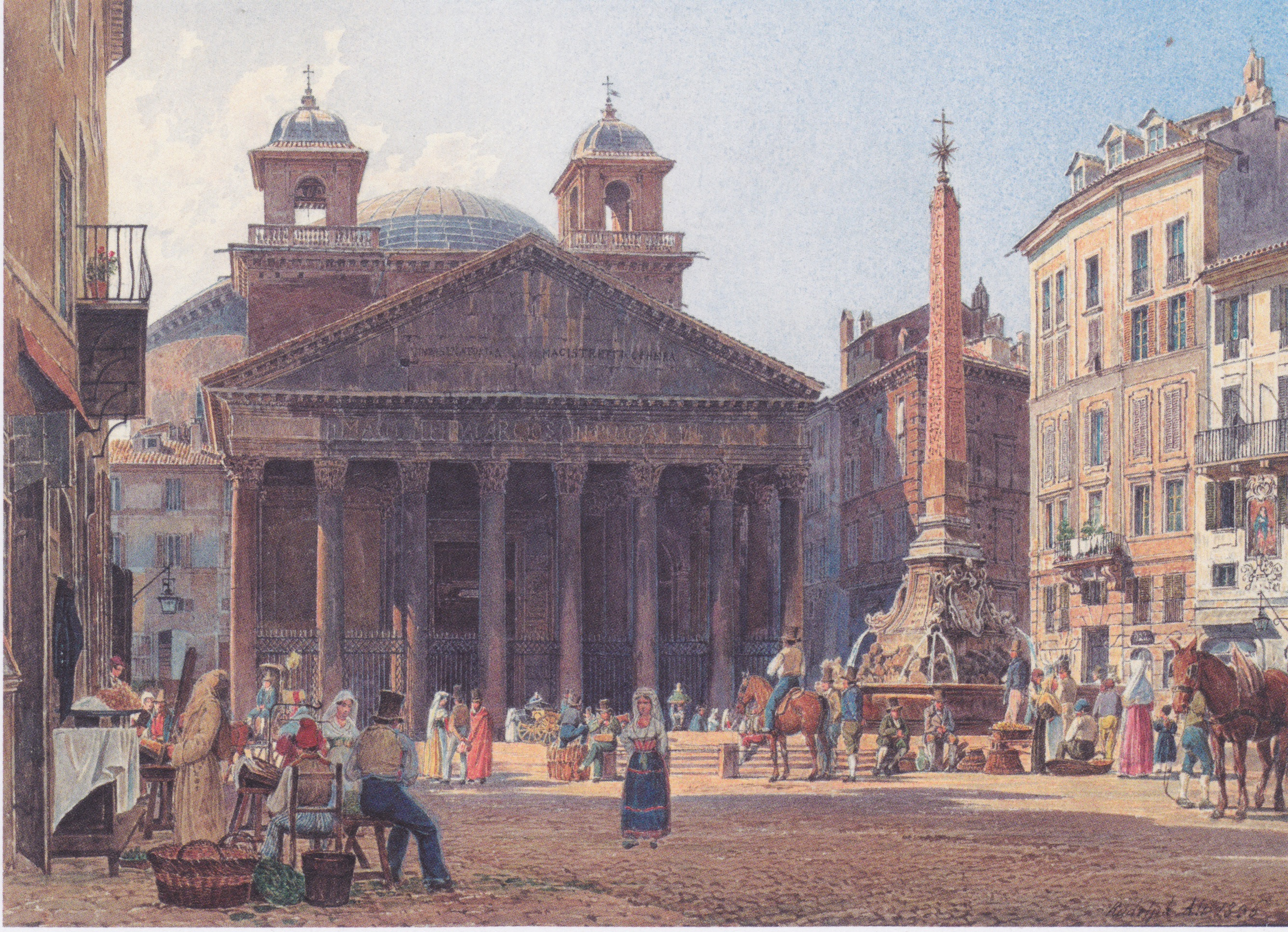
La plaza con el obelisco y las torres del Panteón con sus campanas en una acuarela de 1835 obra de Rudolf von Alt.

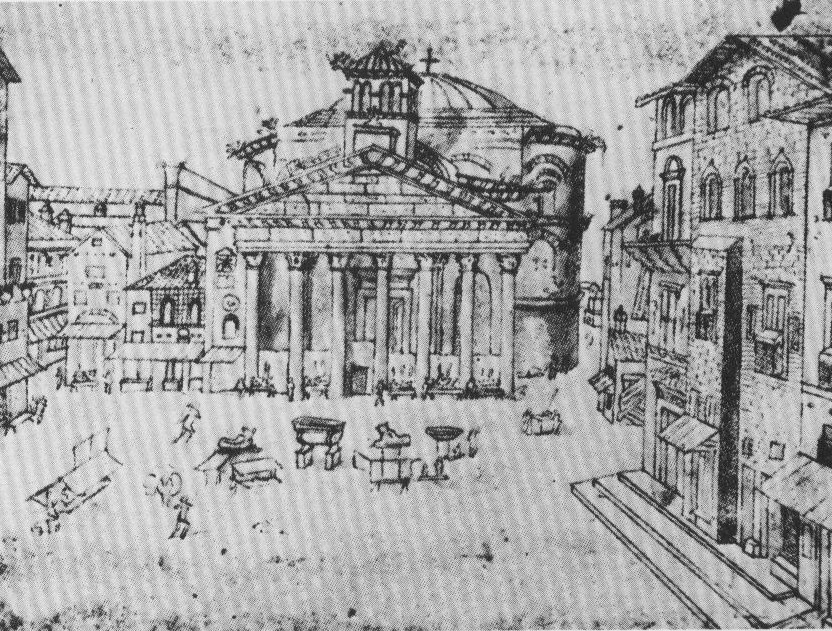
La plaza, fuente y estructuras informales construidas contra el Panteón, en un grabado de un manuscrito del.

Aunque el Panteón fue erigido en la antigüedad, la zona a sus puertas estuvo durante siglos ocupada por numerosos puestos y pequeños negocios que se habían establecido hasta rodear sus columnas. Estas estructuras medievales fueron eliminadas por orden del Papa Eugenio IV (1431–39) y se pavimentó la plaza. La plaza tomó su nombre del Panteón, el cual había sido transformado en el siglo VII en una iglesia cristiana dedicada a "Santa Maria y los Mártires" aunque se la conocía de manera informal como Santa Maria Rotonda. La plaza es aproximadamente rectangular, midiendo unos 60 m en dirección norte-sur y unos 40 m del este al oeste, en su centro se levanta una fuente y un obelisco, y sobre su lateral sur el Panteón.